# Xylopia degeneri
Xylopia degeneri är en kirimojaväxtart som beskrevs av Albert Charles Smith. Xylopia degeneri ingår i släktet Xylopia och familjen kirimojaväxter. Inga underarter finns listade i Catalogue of Life.